# 平圩镇
平圩镇，是中华人民共和国安徽省淮南市潘集区下辖的一个乡镇级行政单位。

## 行政区划
平圩镇下辖以下地区：
新淮村、庙新村、李圩村、李桥村、邵圩村、桥东村、王圩村、谢圩村、丁郢村、刘巷村、店集村、平圩村、卢沟村、林场村、龚集村、刘余村、淮南平圩经济开发区和安徽淮南现代煤化工产业园。